# Bagne du Havre
Le bagne du Havre était un établissement pénitentiaire destiné aux travaux forcés. 

## Historique
Ce bagne, qui  se trouvait dans la ville du Havre, a existé de 1798 à 1803,,, et était destiné à recevoir les militaires et marins déserteurs condamnés aux fers.